# Brabrand
 Ikke at forveksle med Brabant.
Brabrand er en gammel stationsby, nu bydel i Aarhus, der ligger 6 km vest for Aarhus centrum og umiddelbart nord for Brabrand Sø med 33.241 indbyggere i 2025. Brabrand udgør et stort geografisk område, der bl.a. i 1800-tallet var et stærkt kirkeligt område som "opsugede" andre områder og på den måde voksede. I udkanten af Brabrand, grænsende op mod Åbyhøj og Hasle, ligger Gellerupparken under Brabrand Boligforening. Silkeborgvej gennemskærer bydelen.
I Brabrand nord findes et stort natur-område med lavt/tæt-byggeri omkring den tidligere store herregård Holmstrup Gård. Vest herfor fortsætter naturområdet i Skjoldhøjkilen og nord herfor ligger også villakvarteret Skjoldhøjparken samt Skjoldhøjkollegiet. Mod syd ligger det "gamle" Brabrand og kommunens største søområde, Brabrand Sø og Årslev Engsø. Brabrand Sø er den største sø i Aarhus Kommune og foruden naturbevarelse er søen centrum for sportssejlads i små både. F.eks. blev der i 2007 afholdt DM i kano og kajak.

## Historie
Brabrand var oprindeligt en landsby. I 1682 havde byen 13 gårde, 3 huse med jord, i alt 409 td. dyrket land, skyldsat til 103,06 tdr. htk. Dyrkningsformen var trevangsbrug. Endnu omkring midten af 1800-tallet blev Brabrand beskrevet således: "Brabrand med Kirke og Skole".
Brabrand fik jernbaneforbindelse i 1862, og dermed indledtes en bebyggelses- og befolkningsudvikling, som i løbet af de følgende årtier gjorde Brabrand til en stationsby. I 1870 havde byen 427 indbyggere, i 1880 514 indbyggere.
I 1879 beskrives byen således: "Brabrand med Kirke, Præstegaard, Skole og Jernbanestation".
Omkring århundredeskiftet blev Brabrand beskrevet således: "Brabrand ... ved Silkeborgvejen og Brabrand Sø – 1/2 1901: 160 Huse og 955 Indb. -, med Kirke, Præstegd. (opf. 1874-75), Skole, Sparekasse for B. og Aarslev Sogne (opr. 1871; 31/3 1900 var Spar. Tilgodehav. 75,367 Kr., Rentef. 4 pCt., Reservef. 5162 Kr., Antal af Konti 277), Planteskole, Fribolig for trængende (opr. 1900 af Rentier Peter Jensen), Bageri, Gæstgiveri, flere Villaer, Jærnbane-, Telegraf- og Telefonst. samt Postekspedition".
Takket være jernbanen, byens næringsliv og ikke mindst nærheden til Aarhus voksede Brabrand i første halvdel af 1900-tallet hurtigt, fra 752 indbyggere i 1901 til 886 i 1906, 1.217 i 1911, 1.352 i 1916, 1.682 i 1921, 1.818 i 1925, 1.784 i 1930, 2.100 i 1935, 2.136 i 1940, 2.499 i 1945, 2.667 i 1950, 3.753 i 1955, 5.139 i 1960, 7.788 i 1965. Med tiden regnedes Brabrand i stigende grad som en forstad til Aarhus. Medvirkende hertil var konstateringen af en stigende pendling fra Brabrand-Årslev Kommune til købstaden: 35% af indbyggerne i 1951, 45% i 1958. Da man (i form af den dertil nedsatte "Storårhuskommission") lavede det første forslag til en "Dispositionsplan for Århusegnen" i 1954, indgik Brabrand som led i egnsplanområdet.
Brabrands udvikling tog et stort spring med Gellerupplanen, oprindeligt planlagt til at rumme 6000 lejligheder og dertil hørende fælles anlæg: City Vest Center, Gellerupbadet, idrætsanlæg m.v.

## Offentligt transport
Der er omfattende busforbindelser i Brabrand, både bybusser fra/til indre by med frekvens op til hver 10 minut, en ringrute samt regionalbusser fra/til Silkeborg og Galten. Af jernbanestationer i Aarhus er Viby J nærmest ca. 4km væk og Aarhus Hovedbanegård 6.5km.
Indtil 1978 fandtes en banegård i Brabrand, denne blev dog nedlagt og persontransporten blev indstillet året efter. Stationen findes dog endnu og bliver i dag udelukkende brugt til godstransport samt gennemgående tog. Stationen blev sidst renoveret i 2006.
Der er planer om at genåbne banegården både for regionaltog, samt tog på en kommende letbanestrækning

## Navne
- Direktør og tidligere politiker René Skau Björnsson bor i Brabrand
- Digteren Peter Laugesen bor i Brabrand. [kilde mangler]
- Sangeren Lis Sørensen er født i Brabrand.
- Fodboldspilleren Flemming Povlsen er født i Brabrand.
- Politikeren Peter Skaarup er født og opvokset i Brabrand.
- Forfatteren Morten Ramsland bor i Brabrand.
- Forfatteren Christian Haun bor i Brabrand.

## Gellerup
Gellerup er et kvarter i det nordlige Brabrand. Her ligger blandt andet Gellerupparken og Toveshøj som udgør et af Danmarks største ghetto-områder. 86% af befolkningen her er indvandrere eller efterkommere af indvandrere, primært af arabisk, tyrkisk, somalisk eller kurdisk afstamning. Ca halvdelen af Brabrands 19.000 indbyggere bor i disse to boligafdelinger af Brabrand Boligforening, der også har administrationsbygninger i Gellerup.

## Aktivitetstilbud i Brabrand
- FDF Brabrand
- Brabrand IF (herunder fodbold)
- DDSValhalla gruppe Arkiveret 4. marts 2016 hos  Wayback Machine